# Euphorbia platypoda
Euphorbia platypoda là một loài thực vật có hoa trong họ Đại kích. Loài này được Pax mô tả khoa học đầu tiên năm 1911 publ. 1912.